# Driller Killer
Driller Killer är ett crust/punk/metalband från Malmö/Göteborg. Driller Killer startades av Cliff Lundberg i slutet av 1993 när Anti Cimex, där Cliff spelade gitarr, upphörde att existera. Driller Killer är kontrakterade till det franska skivbolaget Osmose Productions och har släppt sju fullängdsalbum samt ett stort antal splitsinglar. 

## Nuvarande medlemmar
- Cliff Lundberg - Sång
- Christoffer Larsson- Gitarr
- Charlie Claeson - Trummor

## Diskografi (fullängdsalbum)
- Brutalize (1994)
- Total Fucking Hate (1995)
- Fuck The World (1997)
- Reality Bites (1998)
- And The Winner Is… (2000)
- Cold, Cheap & Disconnected (2002)
- The 4Q Mangrenade (2005)